# Allemagne aux Jeux olympiques d'hiver de 2006
Cet article contient des informations sur la participation et les résultats de l'Allemagne aux Jeux olympiques d'hiver de 2006 à Turin en Italie. Elle était représentée par 162 athlètes.

## Médailles
|           | Médaille d'or | Médaille d'argent | Médaille de bronze | Total |
| --------- | ------------- | ----------------- | ------------------ | ----- |
| Allemagne | 11            | 12                | 6                  | 29    |

- Liste des vainqueurs d'une médaille (par ordre chronologique)
  - Michael Greis  au biathlon 20 km H Résultats
  - Georg Hettich  au combiné nordique individuel H (K95 / 15 km)  Résultats
  - Martina Glagow  au biathlon 15 km individuel F Résultats
  - Sven Fischer  en biathlon sprint 10km H Résultats
  - Sylke Otto  en luge F Résultats
  - Silke Kraushaar  en luge F Résultats
  - Tatjana Hüfner  en luge F Résultats
  - André Florschütz et Torsten Wustlich  en luge double H Résultats
  - Björn Kircheisen, Georg Hettich, Ronny Ackermann et Jens Gaiser  en combiné nordique par équipe Résultats
  - Daniela Anschütz-Thoms, Anni Friesinger et Claudia Pechstein  en patinage de vitesse en poursuite par équipe F Résultats
  - Tobias Angerer  en ski de fond sur 15 km classique H Résultats
  - Stefanie Boehler, Viola Bauer, Evi Sachenbacher Stehle et Claudia Kuenzel  en ski de fond relais 4 × 5 km F Résultats
  - Kati Wilhelm  en biathlon en poursuite 10km F Résultats
  - Martina Glagow  en biathlon en poursuite 10km F Résultats
  - Sven Fischer  en biathlon en poursuite 12,5km H Résultats
  - Andreas Schlütter, Jens Filbrich, René Sommerfeldt et Tobias Angerer  en ski de fond relais 4 × 10 km H Résultats
  - Anni Friesinger  en patinage de vitesse dans l'épreuve du 1000m F Résultats
  - Andre Lange et Kevin Kuske  en bobsleigh en bob à 2 H Résultats
  - Ricco Groß, Michael Rösch, Sven Fischer et Michael Greis  en biathlon en relais 4 × 7,5 km H Résultats
  - Georg Hettich  en combiné nordique en sprint Résultats
  - Sandra Kiriasis et Anja Schneiderheinze  en bobsleigh en bob à deux F Résultats
  - Claudia Künzel  en ski de fond sprint féminin Résultats
  - Martina Glagow, Andrea Henkel, Katrin Apel et Kati Wilhelm  en biathlon en relais 4 × 6 km F Résultats
  - Amelie Kober  en snowboard en slalom géant parallèle Résultats
  - Michael Greis  au biathlon départ groupé 15 km H Résultats
  - Kati Wilhelm  au biathlon départ groupé 12,5 km F Résultats
  - Uschi Disl  au biathlon départ groupé 12,5 km F Résultats
  - Claudia Pechstein  en patinage de vitesse dans l'épreuve du 5000m F Résultats
  - Andre Lange, Rene Hoppe, Kevin Kuske et Martin Putze  en bobsleigh en bob à 4 H Résultats

## Épreuves

### Biathlon
Hommes
- Michael Rösch
- Sven Fischer
- Michael Greis
- Alexander Wolf
- Ricco Gross
- Andreas Birnbacher

Femmes
- Kati Wilhelm
- Uschi Disl
- Martina Glagow
- Katrin Apel
- Andrea Henkel
- Simone Denkinger

### Bobsleigh
Hommes
- Andre Lange
- René Hoppe
- Kevin Kuske
- Martin Putze
- René Spies
- Christoph Heyder
- Alexander Metzger
- Enrico Kühn
- Matthias Hoepfner
- Marc Kuehne

Femmes
- Susi Erdmann
- Nicole Herschmann
- Sandra Kiriasis
- Anja Schneiderheinze
- Berit Wiacker

### Combiné nordique
Hommes
- Ronny Ackermann
- Georg Hettich
- Björn Kircheisen
- Jens Gaiser
- Sebastian Haseney
- Thorsten Schmitt

### Curling
Hommes
- Andy Kapp
- Uli Kapp
- Oliver Axnick
- Holger Höhne
- Andreas Kempf

### Hockey sur glace
Hommes
| - Alexander Barta - Marian Bazany - Jan Benda - Tino Boos - Florian Busch - Sven Felski - Petr Fical - Sebastian Furchner | - Sascha Goc - Thomas Greiss - Michael Hackert - Klaus Kathan - Lasse Kopitz - Dimitrij Kotschnew - Daniel Kreutzer - Robert Leask | - Eduard Lewandowski - Tomas Martinec - Robert Müller - Stefan Schauer - Alexander Sulzer - Andreas Renz - Stefan Ustorf - Christian Ehrhoff | - Marcel Goc - Jochen Hecht - Olaf Kolzig - Christoph Schubert - Dennis Seidenberg - Marco Sturm |

Femmes
| - Maritta Becker - Franziska Busch - Bettina Evers - Susanne Fellner - Stefanie Frühwirt | - Susann Götz - Claudia Grundmann - Jennifer Harß - Nikola Holmes - Sabrina Kruck | - Andrea Lanzl - Michaela Lanzl - Christina Oswald - Nina Ritter - Anja Scheytt | - Sara Seiler - Denise Soesilo - Jennifer Tamas - Stephanie Wartosch-Kürten - Raffaela Wolf |

### Luge
Simple hommes
- David Möller
- Jan Eichhorn
- Georg Hackl

Double hommes
- Patric Leitner et Alexander Resch
- André Florschütz et Torsten Wustlich

Femmes
- Silke Kraushaar
- Sylke Otto
- Tatjana Hüfner

### Patinage artistique
Hommes
- Stefan Lindemann

Couples
- Eva-Maria Fitze et Rico Rex
- Aljona Savchenko et Robin Szolkowy

### Patinage de vitesse
Hommes
- Christian Breuer
- Robert Lehmann
- Tobias Schneider
- Jens Boden
- Jörg Dallmann
- Stefan Heythausen

Femmes
- Anni Friesinger
- Jenny Wolf
- Claudia Pechstein
- Daniela Anschütz-Thoms
- Sabine Völker
- Lucille Opitz
- Pamela Zoellner
- Judith Hesse

### Saut à ski
Hommes
- Michael Uhrmann
- Georg Späth
- Alexander Herr
- Michael Neumayer
- Martin Schmitt

### Short-track
Hommes
- Tyson Heung
- Sebastian Praus
- André Hartwig
- Arian Nachbar
- Thomas Bauer

Femmes
- Susanne Rudolph
- Yvonne Kunze
- Christin Priebst
- Aika Klein
- Tina Grassow

### Skeleton
Hommes
- Frank Rommel
- Sebastian Haupt

Femmes
- Diana Sartor
- Kerstin Jürgens
- Anja Huber

### Ski acrobatique
Bosses H
- Gerhard Blöchl
- Christoph Stark

### Ski alpin
Hommes
- Felix Neureuther
- Alois Vogl

Femmes
- Monika Bergmann-Schmuderer
- Anja Blieninger
- Martina Ertl-Renz
- Annemarie Gerg
- Petra Haltmayr

### Ski de fond
| Hommes - Tobias Angerer - René Sommerfeldt - Jens Filbrich - Axel Teichmann - Andreas Schlütter - Franz Göring | Femmes - Claudia Künzel - Evi Sachenbacher Stehle - Manuela Henkel - Viola Bauer - Stefanie Böhler - Nicole Fessel |

### Snowboard
Halfpipe H
- Xaver Hoffmann
- Jan Michaelis
- Vincenz Lüps
- Christophe Schmidt

Cross H
- Michael Layer
- David Speiser
- Alexander Kupprion

Slalom géant parallèle H
- Markus Ebner
- Patrick Bussler

Cross F
- Katharina Himmler
- Anna-Lena Zuck

Slalom géant parallèle F
- Amelie Kober